# Кальсько
Кальсько (пол. Kalsko) — село в Польщі, у гміні М'єндзижеч Мендзижецького повіту Любуського воєводства.
Населення — 440 осіб (2011).
У 1975-1998 роках село належало до Гожовського воєводства.

## Демографія
Демографічна структура станом на 31 березня 2011 року:
|          | Загалом | Допрацездатний вік | Працездатний вік | Постпрацездатний вік |
| -------- | ------- | ------------------ | ---------------- | -------------------- |
| Чоловіки | 221     | 51                 | 151              | 19                   |
| Жінки    | 219     | 49                 | 128              | 42                   |
| Разом    | 440     | 100                | 279              | 61                   |